# 가위손

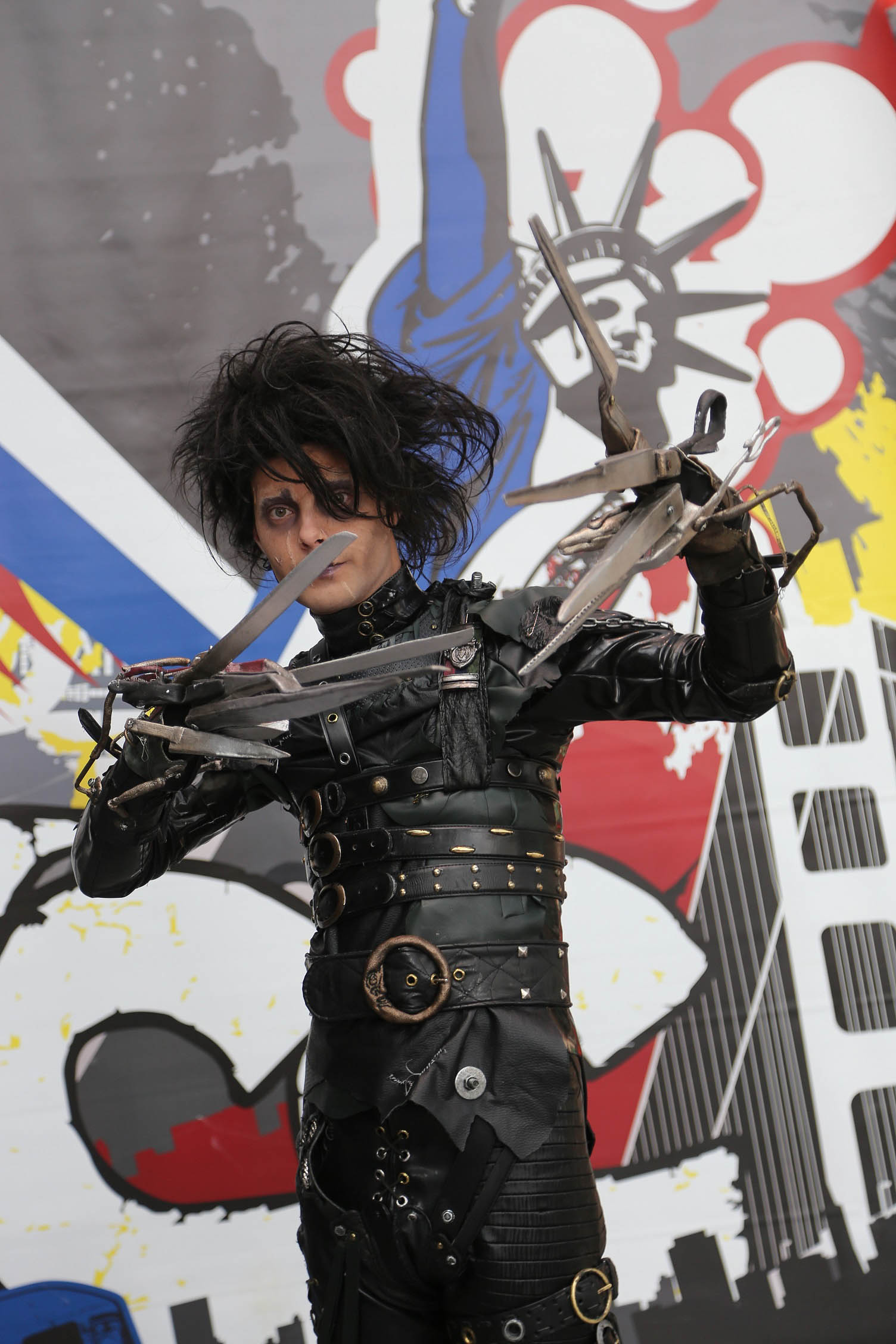

《가위손》(영어: Edward Scissorhands)은 팀 버튼 감독이 제작하고 조니 뎁과 위노나 라이더가 주연한 미국의 1990년 판타지, 멜로/로맨스 영화이다.

## 줄거리
눈 내리는 어느 저녁, 한 노파가 손녀에게 가위손을 가진 에드워드라는 젊은 남자의 이야기를 들려준다.
수년 전, 방문 판매원인 에이본 프로덕츠의 페그 복스는 에드워드가 사는 낡은 고딕 건축 양식의 저택으로 차를 몰고 간다. 늙은 발명가가 만든 에드워드는 나이를 먹지 않는 휴머노이드이다. 발명가는 에드워드를 홈스쿨링했지만, 에드워드에게 손을 달아주기 전에 심장마비로 사망하여 미완성으로 남겨졌다. 페그는 홀로 남은 에드워드를 발견하고 그를 자신의 집으로 데려가겠다고 제안한다. 그녀는 에드워드를 남편 빌, 어린 아들 케빈, 십대 딸 킴에게 소개한다. 에드워드는 킴과 사랑에 빠진다. 이웃들이 새로운 손님에 대해 궁금해하자, 복스 가족은 에드워드를 환영하는 동네 바비큐 파티를 연다. 대부분의 이웃들은 에드워드에게 매료되어 그와 친구가 되지만, 괴팍한 광신도 에스메랄다와 킴의 거만한 남자친구 짐은 예외이다.
에드워드는 이웃들의 친절에 보답하기 위해 그들의 울타리를 토피아리로 다듬고, 개 미용을 거쳐 나중에는 동네 여성들의 머리를 스타일링한다. 이웃 중 한 명인 조이스는 에드워드가 미용실을 여는 것을 돕겠다고 제안한다. 장소를 물색하던 중 조이스는 그를 유혹하려 하지만 에드워드는 겁을 먹고 도망친다. 조이스는 에드워드가 자신에게 강제로 그랬다고 동네 여성들에게 거짓말을 하여 에드워드에 대한 그들의 신뢰를 떨어뜨린다. 은행이 대출을 거부하면서 에드워드의 미용실 개업 꿈은 좌절된다.
킴이 에드워드에게 끌리는 것에 질투를 느낀 짐은 에드워드의 순진함을 이용하여 그에게 자신의 부모님 집 자물쇠를 따달라고 부탁한다. 이는 아버지의 전자제품을 훔쳐 팔아 밴을 사기 위함이었다. 에드워드는 동의하지만, 자물쇠를 따고 집에 들어가자마자 도난 경보기가 울리고 벽이 내려와 그를 안에 가둔다. 짐은 도망치고 에드워드는 체포된다. 경찰은 에드워드가 평생의 고립으로 인해 상식이나 도덕성이 없다고 판단하여 형사상 기소할 수 없다고 결론 내린다. 에드워드는 그럼에도 불구하고 강도 사건에 대한 책임을 지고, 킴에게 그녀가 부탁해서 그랬다고 말한다. 결과적으로 그는 복스 가족을 제외한 모든 이웃에게 외면당한다.
크리스마스에 에드워드는 킴을 모델로 한 얼음 조각을 조각한다. 얼음 조각 부스러기는 공중으로 흩뿌려져 눈처럼 내리는데, 이는 마을에서 전례 없는 일이었다. 킴은 눈 속에서 춤을 춘다. 짐이 갑자기 나타나 에드워드를 부르고, 에드워드는 놀라 실수로 킴의 손을 다치게 한다. 짐은 에드워드가 고의적으로 그녀를 해쳤다고 비난하지만, 짐의 질투심 많은 행동에 지친 킴은 그와 헤어진다. 한편, 에드워드는 도망친다.
킴의 부모님은 에드워드를 찾으러 가고, 킴은 그가 돌아올 경우를 대비해 집에 남는다. 에드워드가 돌아와 킴을 발견한다. 그녀는 그에게 안아달라고 부탁하고, 그들이 포옹할 수 있도록 그의 가위손을 정돈한다. 짐의 술 취한 친구가 킴의 집으로 차를 몰고 와 케빈을 거의 칠 뻔했지만, 에드워드가 케빈을 안전하게 밀어내면서 실수로 그를 다치게 한다. 목격자들은 에드워드가 케빈을 공격했다고 비난한다. 짐이 그를 폭행하자 에드워드는 자신을 방어하며 짐의 팔을 다치게 한 뒤 발명가의 저택으로 도망간다.
킴은 에드워드를 찾으러 간다. 짐은 총을 구해 그녀를 쫓아가 에드워드에게 총을 쏜 후, 부지깽이를 잡고 그를 때린다. 에드워드는 킴이 개입하려 할 때 짐이 그녀를 때리는 것을 보자 격분하여 반격하기 시작한다. 에드워드는 짐의 배를 찌르고 저택 창문 밖으로 밀어 떨어뜨려 죽게 한다. 킴은 에드워드에게 사랑을 고백하고 키스하며, 그들의 사랑이 결코 이루어질 수 없음을 받아들인다. 이웃들이 모이자, 킴은 짐과 에드워드가 서로 죽였다고 그들을 설득한다.
자신이 킴임을 밝힌 노파는 손녀에게 이야기를 마무리하며, 에드워드를 다시는 보지 못했다고 말한다. 그녀는 에드워드가 자신을 젊었을 때의 모습으로 기억하길 바라며 그가 멀리 떨어져 지냈다고 말한다. 그녀는 눈이 오지 않을 것이기 때문에 그가 여전히 살아있다고 믿는다. 에드워드는 킴과의 경험을 얼음 조각으로 조각하고 있으며, 얼음 조각 부스러기는 바람에 눈처럼 떠다닌다. 노파 킴은 눈에 대해 언급하며 "가끔 저도 그 안에서 춤추는 모습을 볼 수 있어요."라고 결론짓는다.

## 배역
- 조니 뎁 - 에드워드 시저핸즈
- 위노나 라이더 - 킴
- 다이안 위스트 - 펙
- 앤서니 마이클 홀 - 짐
- 케시 베이커 - 조이스
- 앨런 아킨 - 빌
- 로버트 올리버리 - 케빈
- 콘처터 페럴 - 헬렌
- 캐럴라인 아로 - 마지
- 딕 앤서니 윌리엄스 - 엘렌
- 오란 존스 - 에스머랄다
- 빈센트 프라이스 - 발명가

## 한국판 성우진

### KBS (1994년 2월 11일)
- 장세준 - 에드워드(조니 뎁)
- 함수정 - 킴(위노나 라이더)
- 이선영 - 펙(다이앤 위스트)
- 김준 - 짐(앤서니 마이클 홀)
- 김정주 - 조이스(캐시 베이커)
- 강미형 - 케빈(로버트 올리버리)
- 성선녀 - 헬렌(콘처터 페럴)
- 유명숙 - 마지(캐롤라인 아론)
- 윤병화 - 앨런 순경(딕 안소니 윌리엄스)
- 정옥주 - 에스머랄다(오-랜 존스)
- 이완호 - 발명가(빈센트 프라이스)
- 최흘 - 빌(앨런 아킨)
- 김성희 - 매기(수잔 브롬매트)
- 이윤선 - 대출 담당 직원(앨런 퍼지)
- 이재용 - 방송 진행자(존 데이비슨)
- 홍승섭 - 짐의 친구(존 맥마흔)

### MBC (2003년 12월 21일)
- 안지환 - 에드워드(조니 뎁)
- 박영희 - 킴(위노나 라이더)
- 손정아 - 페그(다이앤 위스트)
- 이진홍 - 짐(앤서니 마이클 홀)
- 이선주 - 조이스(캐시 베이커)
- 엄현정 - 케빈(로버트 올리버리)
- 정희선 - 헬렌(콘처터 페럴)
- 김순선 - 마지(캐롤라인 아론)
- 이성 - 앨런 순경(딕 앤서니 윌리엄스)
- 김태훈 - 발명가(빈센트 프라이스)
- 박지훈 - 빌(앨런 아킨)
- 최한 - 조지 먼로(비프 예거) / 방송국 진행자(존 데이비슨) / 정신분석가(아론 러스티그)
- 기경옥 - 매기(수잔 브롬매트)
- 문남숙 - 에스머랄다(오-랜 존스)
- 박신희 - 킴의 손녀(지나 갤러거) / 킴의 친구(마티 그린버그)
- 방성준 - 대출 담당 직원(앨런 퍼지) / 마을 주민(스튜어트 랭카스터)
- 이원찬 - 수리공(스티븐 브릴)
- 정재헌 - 짐의 친구(존 맥마튼)
- 조현정 - 자전거를 탄 아이(타베타 토마스)